# Controverse sur la composition des pantoufles de Cendrillon
La controverse sur la composition des pantoufles de Cendrillon illustre un débat récurrent en France depuis le XIXe siècle, portant sur le matériau dont sont faites les pantoufles que porte l'héroïne du conte populaire Cendrillon, à cause de l'homophonie entre verre et vair, nom d'une fourrure d'écureuil très douce utilisée au Moyen-Âge dans les milieux princiers.

## Portée de la controverse

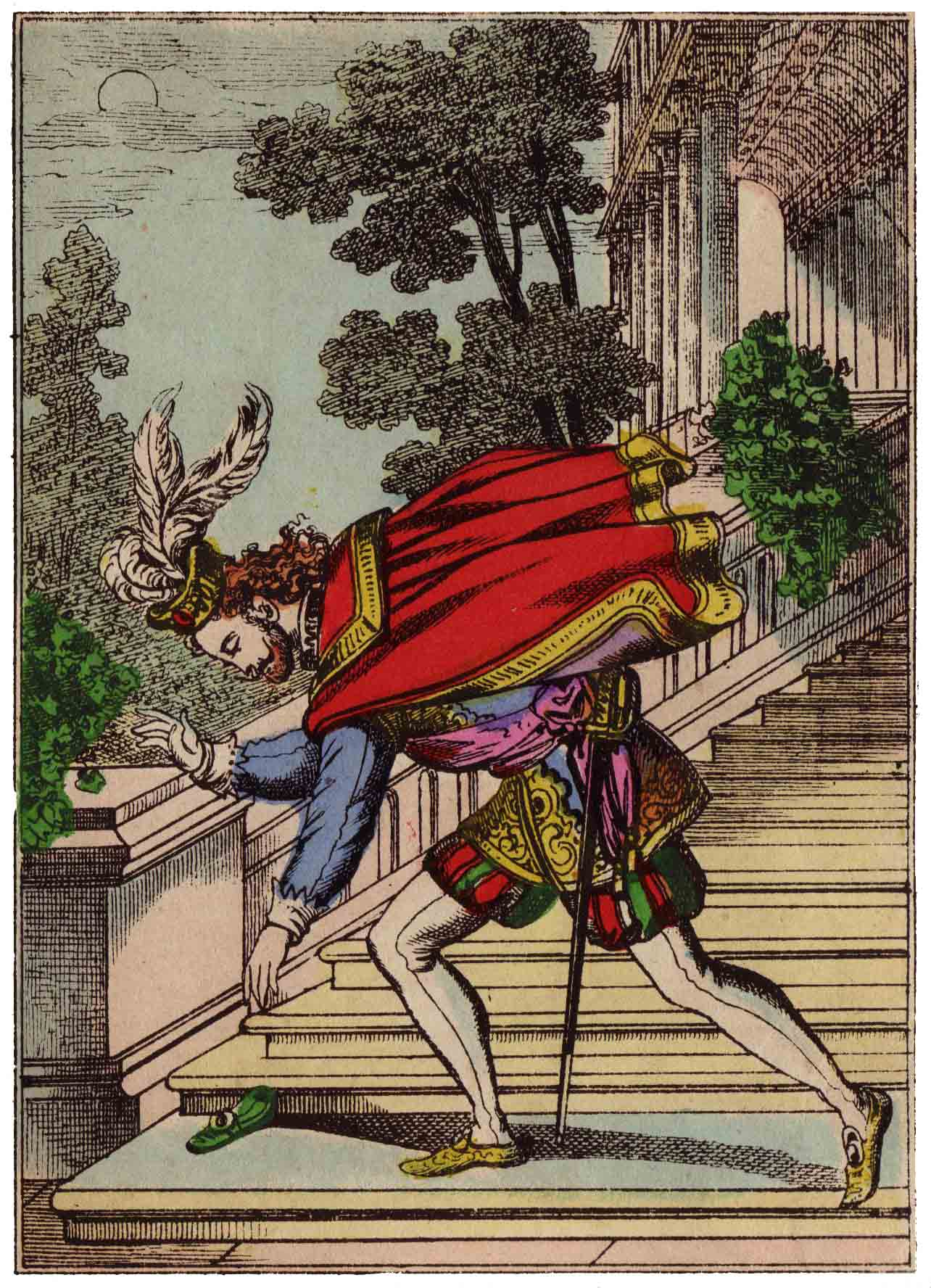
Elle laissa tomber une de ses pantoufles de verre, que le prince ramassa bien soigneusement. Image d'Épinal du XIXe siècle.

La plupart des versions populaires de Cendrillon ne mentionnent pas la matière dont sont faites les chaussures, et pour beaucoup, il n'est même pas question de chaussure. Dans la version de Perrault, elle consiste à essayer la pantoufle abandonnée pour retrouver la jeune fille qui a le pied aussi fin.
Toutefois, les versions non francophones du conte demeurent à l'écart de cette querelle, basée sur une homophonie en langue française.
Il faut noter que la controverse apparaît longtemps après la publication de l’œuvre de Balzac (son roman historique Sur Catherine de Médicis), en 1841. Ce roman initie cette controverse en laissant un personnage évoquer une confusion entre verre et vair. Balzac ne semble pas s’être impliqué personnellement dans le débat qui est exprimé par un des personnages de fiction de son roman historique. La controverse réapparaît depuis régulièrement.
Il n’y a pas de controverse sur l'usage du mot « pantoufle » qui désignait comme aujourd'hui une chaussure d’intérieur confortable, selon le Dictionnaire de l'Académie française (1768), une « sorte de chaussure dont on se sert dans la chambre et qui ordinairement ne couvre pas le talon (pantoufle de drap, de cuir, de velours) », et non un soulier d'extérieur pour se rendre à un bal.

## Dans la tradition orale française

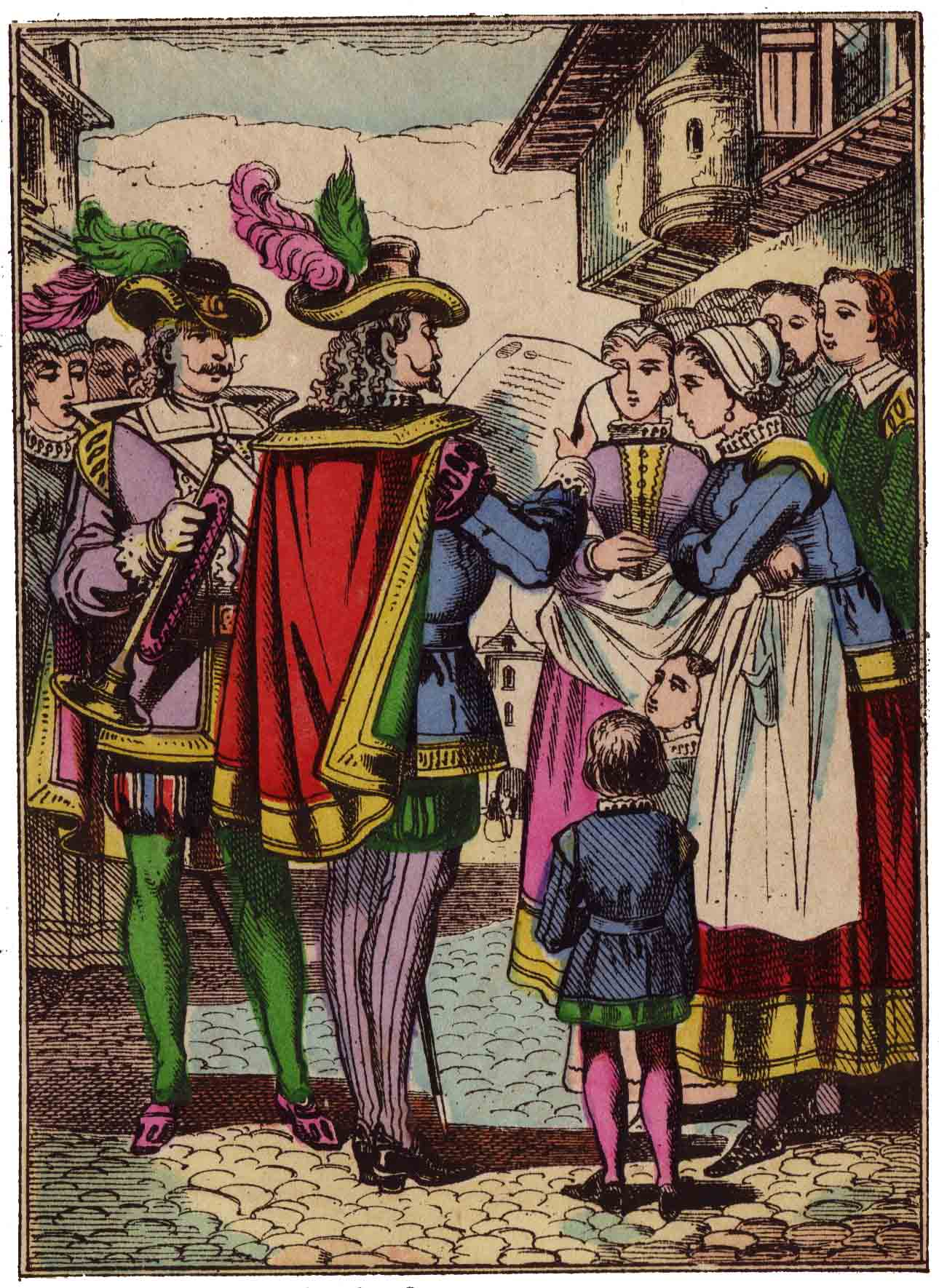
Peu de jours après, le fils du roi fit publier, à son de trompe, qu'il épouserait celle dont le pied serait bien juste à la pantoufle.

Dans Le Conte populaire français, Paul Delarue recense 38 versions relevées en France (donc, en français, excluant les versions « régionales »). Charles Illouz et Alan Dundes ajoutent que la pantoufle de verre se retrouve d'ailleurs dans d'autres contes provenant de diverses régions comme la Catalogne, l'Irlande ou l'Écosse où l'homonymie française ne peut pas porter à confusion,.
Sur les versions recensées par Delarue, 32 font mention de chaussures ou de pantoufles, réparties ainsi : chaussures, sans autre précision, 14 ; pantoufles, 10 ; sandales, 1 ; pantoufles de verre, 4 ; pantoufles d'or, 1, chaussures de verre, 1 ; chaussures de cristal, 1.
En occitan, langue dans laquelle l'homophonie verre-vair ne fonctionne pas, une formule de conclusion utilisée par les conteurs était celle-ci :
Cric-crac ! Mon conte es acabat / Abió un escloupoun de veire / Se l'abio pas trincat / Aro lou vous farió veser (graphie mistralienne de l’auteur).
Cric-crac ! Mon conte es acabat / Aviái un esclopon de veire / Se l'aviái pas trincat / Ara lo vos fariái véser (graphie occitane classique).
(Voilà ! mon conte est achevé / J'avais un petit sabot de verre / Si je ne l'avais pas brisé / Je vous le ferais voir).

## Les différentes versions écrites

### La retranscription de Perrault

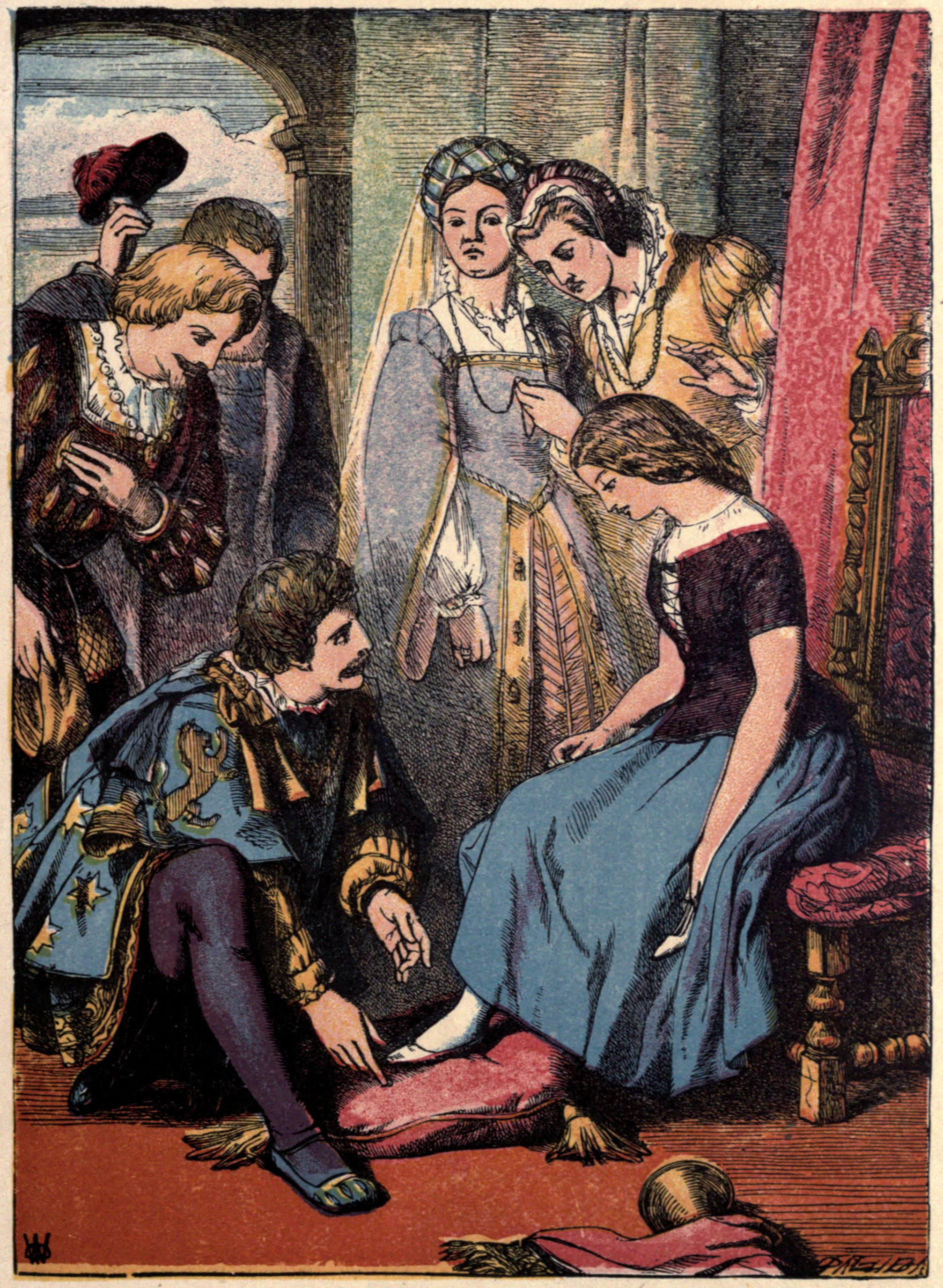
Il fit asseoir Cendrillon, et approchant la pantoufle de son petit pied, il vit qu'il y entrait sans peine, et qu'elle y était juste comme de cire. Illustration de l'édition de George Routledge and Son, Londres et New-York, 1865.

L'édition de 1697 des contes de Charles Perrault mentionne « la pantoufle de verre », le titre complet du conte est Cendrillon ou la Petite Pantoufle de verre. Les objets insolites en verre sont une donnée récurrente dans le folklore : montagne de verre, pont de verre… et chaussures. Des chaussures dans une matière inhabituelle sont fréquentes dans les contes, comme les souliers de fer que le héros doit porter jusqu’à ce qu’ils soient usés ou brisés, ce qui image le fait qu’il doit marcher très longtemps. Les objets en verre ou en cristal, à la fois beaux et fragiles, ont pour fonction de révéler la légèreté et la délicatesse de la personne qui les utilise, à la différence d’une personne commune qui les cassera. On retrouve des pantoufles de verre ou cristal dans les contes catalans, écossais, irlandais. Dans Le Poirier aux poires d'or, du folkloriste breton François-Marie Luzel, il est question de trois pantoufles : d'or, d'argent et d'acier.

### Celle des frères Grimm
Dans la version des frères Grimm, l'héroïne — qui prend le nom d’Aschenputtel — se rend successivement à trois bals, vêtue de robes de plus en plus belles et portant successivement des escarpins de soie brodée, puis des escarpins d'or. La fin est plus cruelle que dans la version de Perrault : les sœurs se mutilent jusqu'au sang pour faire entrer leurs pieds dans les chaussures, et les pigeons amis de Cendrillon leur crèvent les yeux.

### Les «interprétations» de Balzac, Littré et Anatole France

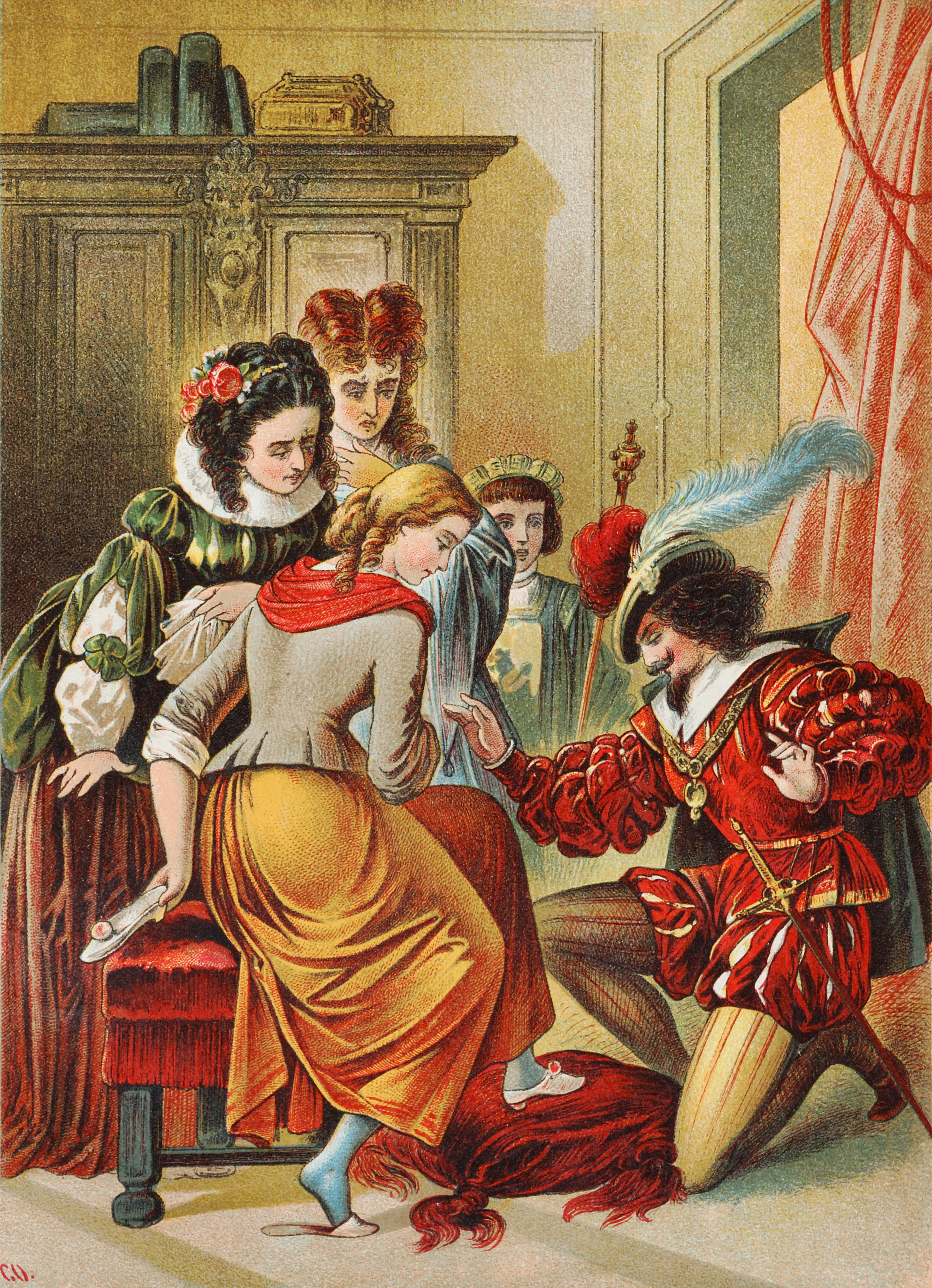
L'étonnement des deux sœurs fut grand, mais plus grand encore quand Cendrillon tira de sa poche l'autre petite pantoufle qu'elle mit à son pied. Illustration allemande d'Aschenputtel au XIXe siècle, par Carl Offterdinger.

La tendance actuelle est d’opposer des groupes de tenants d’une graphie, opposés aux partisans de l’autre. En réalité, le débat a lieu tardivement et entre des personnes souvent peu ou mal informées des faits. À l’origine, il y a Honoré de Balzac qui, en 1841, dans la première partie de son roman Sur Catherine de Médicis, fait parler un de ses personnages, pelletier de son état. Celui-ci, citant un poète non précisé, corrige ce qui lui semble être une erreur, et propose de remplacer « verre » par « vair » (petit-gris, écureuil) :
« Aux quinzième et seizième siècles, le commerce de la pelleterie formait une des plus florissantes industries. La difficulté de se procurer les fourrures, qui tirées du Nord exigeaient de longs et périlleux voyages, donnait un prix excessif aux produits de la pelleterie. En France et dans les autres royaumes, non seulement des ordonnances réservaient le port des fourrures à la noblesse, ce qu'atteste le rôle de l'hermine dans les vieux blasons, mais encore certaines fourrures rares, comme le vair, qui sans aucun doute était la zibeline impériale, ne pouvaient être portées que par les rois, par les ducs et par les seigneurs revêtus de certaines charges. On distinguait le grand et le menu vair. Ce mot, depuis cent ans, est si bien tombé en désuétude que, dans un nombre infini d'éditions de contes de Perrault, la célèbre pantoufle de Cendrillon, sans doute de menu vair, est présentée comme étant de verre. Dernièrement, un de nos poètes les plus distingués, était obligé de rétablir la véritable orthographe de ce mot pour l'instruction de ses confrères les feuilletonistes [Coquille du Furne : feuilletonnistes] en rendant compte de La Cenerentola, où la pantoufle symbolique est remplacée par un anneau qui signifie peu de chose ».
On peut penser que cette déclaration reflète l’opinion personnelle de Balzac, mais ce sont des propos mis dans la bouche d’un personnage de fiction et en relation avec son métier.
Émile Littré ne se livre à aucune « interprétation » : il introduit une partie de cette citation dans son Dictionnaire de la langue française en 1861 sans en citer l’auteur. Balzac et Littré, sans prendre position personnellement, corrigent donc l'orthographe « au nom de la raison ». Mais cette correction n'apporterait pas entièrement satisfaction, selon Catherine Magnien-Simonin. Selon elle, outre que l'on ne fourra jamais par le passé les chaussures de petit-gris, de tels souliers ne semblent pas adaptés pour la danse. Mais certainement plus, pourrait-on arguer, que des souliers de verre.
Anatole France répond en 1885 à ces tentatives rationalistes dans Le Livre de mon ami :
« C'est par erreur, n'est-il pas vrai, qu'on a dit que les pantoufles de Cendrillon étaient de verre ? On ne peut pas se figurer des chaussures faites de la même étoffe qu'une carafe. Des chaussures de vair, c'est-à-dire des chaussures fourrées, se conçoivent mieux, bien que ce soit une mauvaise idée d'en donner à une fillette pour la mener au bal ».
« Je vous avais pourtant bien dit de vous défier du bon sens. Cendrillon avait des pantoufles non de fourrure, mais de verre, d'un verre transparent comme une glace de Saint-Gobain, comme l'eau de source et le cristal de roche. Ces pantoufles étaient fées ; on vous l'a dit, et cela seul lève toute difficulté. Un carrosse sort d'une citrouille. La citrouille était fée. Or, il est très naturel qu'un carrosse fée sorte d'une citrouille fée. C'est le contraire qui serait surprenant ».
La citation d'Anatole France est souvent tronquée, on n'en conserve que la première partie, ce qui le place à tort parmi les tenants de la graphie vair.
Pierre Larousse, dans son Grand Dictionnaire universel du XIXe siècle, prend parti pour le vair : « Les éditeurs de contes de fées ont-ils mis verre à la place de vair par ignorance ou pour augmenter le merveilleux du récit ? Nous ne savons pas. Mais ce qu’il y a de certain, c’est qu’au temps de Perrault le vair était bien connu comme une des fourrures du blason et que, malgré son goût pour le merveilleux, il n’a point eu la pensée de chausser sa petite Cendrillon avec du verre. On peut supposer que, plus tard, la science du blason étant tombée dans l’oubli, un imprimeur aura cru corriger une véritable faute en remplaçant vair, mot qui lui était inconnu, par verre ; et c’est ainsi que le nom de Cendrillon se sera trouvé associé avec l’idée d’une chaussure fantastique que la vérité historique est forcée de reléguer parmi les simples coquilles typographiques. » Mais le livre de Perrault est sorti du vivant de son auteur, il ne s’agit donc pas d’une réimpression fautive. Un siècle après, le Grand Larousse encyclopédique revient au verre : « À propos des pantoufles de Cendrillon, on a émis l’hypothèse qu’elles étaient de vair (fourrure) et non de verre, comme l’a écrit Perrault, mais, dans un conte de fées, une telle recherche de la vraisemblance paraît inutile ».
Entre-temps, le vair est admis par plusieurs auteurs, qui ne prennent pas part à la controverse, tels qu'Arsène Houssaye dans La pantoufle de Cendrillon, ou Suzanne-aux-coquelicots (1867) : « la célèbre pantoufle de vair que dans ses apothéoses Cendrillon avait changée en pantoufle de velours bleu brodé d’or, de perles et de diamants », et qui finit mangée par des souris.
La controverse amuse d’autres auteurs de la fin du XIXe siècle, tel Émile Bergerat, qui joue irrévérencieusement avec les archétypes du conte traditionnel, et qui conclut ainsi son Cendrillon en automobile (1909) : « Elle ne veut à la cour que des savants en us. Mais pas un d’eux n’a encore pu lui expliquer scientifiquement comment, en se trempant les pieds dans de l’eau bouillante, on peut avoir des pantoufles de verre. Aussi écrivent-ils : « de vair », dans leur ignorance des choses de l’amour. De « vair », les pantoufles de Cendrillon. Ah ! les imbéciles ! Tel est mon rêve. »
Si la correction de Balzac apporte une satisfaction relative aux tenants du rationalisme, on conteste l'usage de la fourrure pour des pantoufles (terme employé par Perrault, qui signifiait déjà en son temps « mule, sorte de chaussure dont on se sert habituellement dans la chambre, et qui ordinairement ne couvre pas le talon », donc en contradiction avec la logique de l'histoire) destinées à une réception mondaine et à la danse, et la fourrure n'apporte aucune valeur symbolique au récit. Tout au plus peut-on supposer que pour le peuple, les pantoufles étaient des chaussures de « riches », sans considération de leurs différents usages. Le vair, fourrure de petite dimension, était utilisé pour réaliser les ornements de riches pièces d'habillement dès le début du XIVe siècle. Il s'agissait également d'un terme utilisé en héraldique, donc loin des préoccupations du petit peuple, par qui circulaient les contes.
À l'opposé, le verre était, à l'époque de Perrault, pour le peuple, un matériau rare et précieux, au même titre que le cristal, symbolique donc d'une personnalité exceptionnelle, particulièrement fine et légère, au point de pouvoir porter de telles chaussures sans les briser ni en être incommodée. La verrerie était en France, sous l’Ancien Régime, la seule activité industrielle permise aux aristocrates sans déroger,. On pourrait ajouter, « au nom de la raison », qu'il serait bien difficile de chausser une pantoufle de verre si elle ne s'ajustait pas exactement à la forme et à la taille du pied, ce qui se produit dans l'histoire, argument repris par Bruno Bettelheim à propos de la symbolique sexuelle de la chaussure.

## Argument de l'orthographe

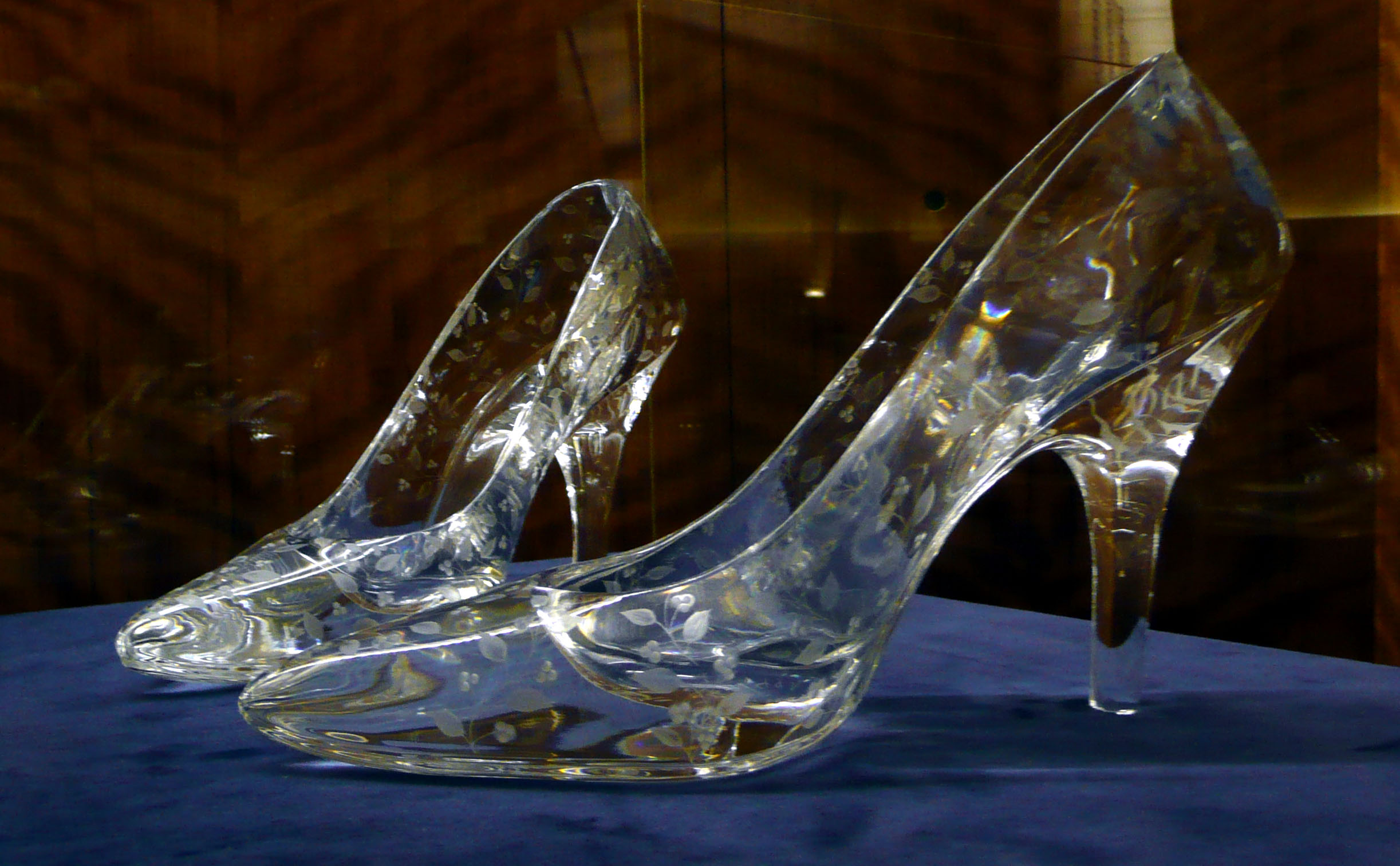
Pantoufles en cristal, création de Dartington Crystal Ltd (1988, Royaume-Uni).

Un argument consiste à évoquer une erreur de transcription ou une orthographe mal fixée. En réalité, si beaucoup de gens de l'époque étaient illettrés ou avaient une éducation restreinte, l'orthographe était bien fixée et Charles Perrault était membre de l'Académie française : une telle erreur, commise plusieurs fois, est difficilement envisageable pour deux mots homophones mais de sens très différents, et une erreur récurrente des typographes, échappant aux relectures des correcteurs et de l'auteur, relève de la pure spéculation.
Il n'existe pas à ce jour de version recueillie, antérieure au texte de 1841 par Honoré de Balzac, faisant explicitement référence au vair.

## La pantoufle dans les autres cultures
Dans son étude approfondie de 345 versions internationales du conte, Marian Roalfe Cox indique que seules six variantes parmi celles qu'elle a recensées font mention de pantoufles de verre (en anglais : glass slippers) : généralement elles sont en or, parfois en argent, en soie, brodées de perles, ornées de diamants, etc. ; ou encore la matière n'est pas évoquée. Une variante danoise plutôt pragmatique précise que l'héroïne porte des galoches par-dessus ses souliers d'or pour les protéger de la boue.